# Paulus von Theben

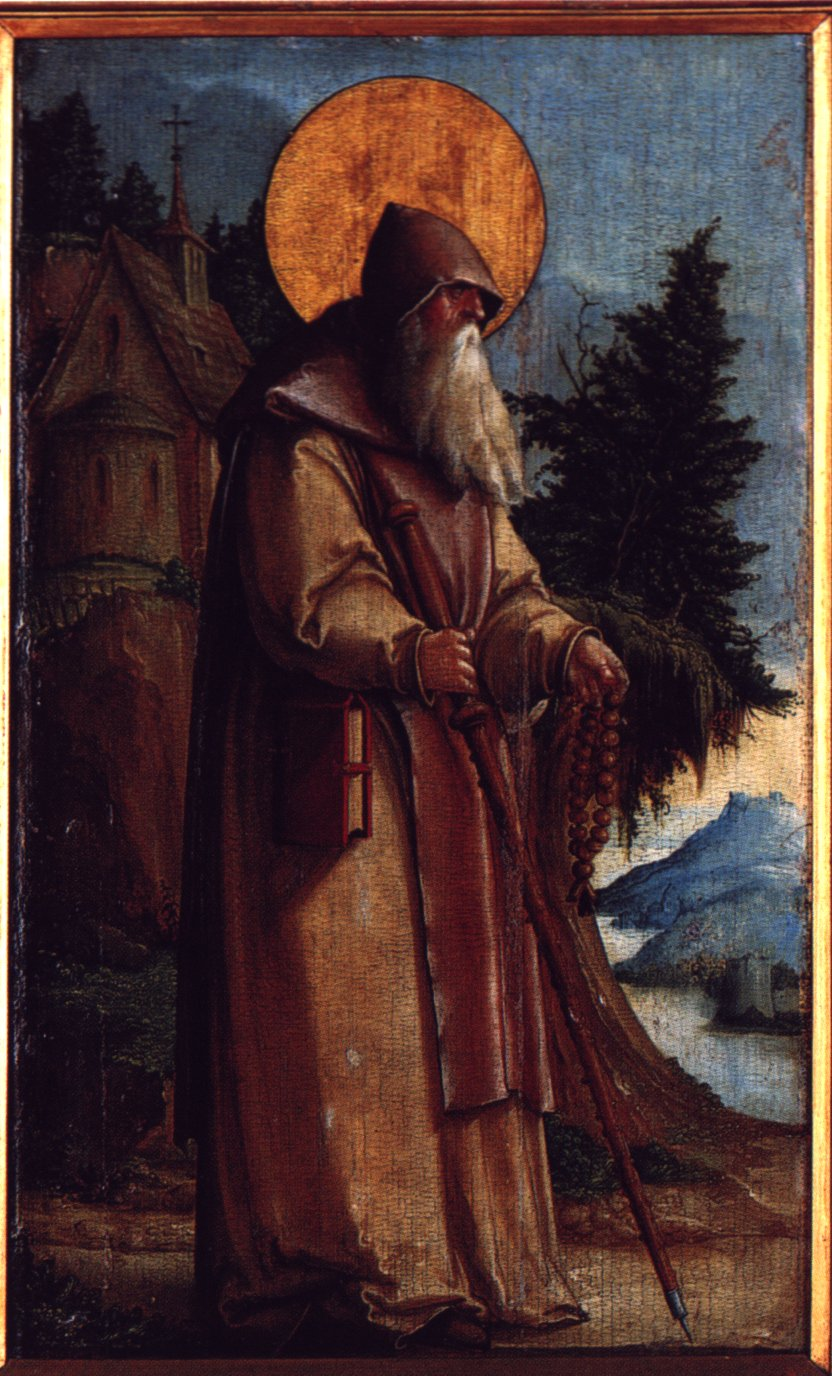
Meister von Meßkirch: Heiliger Paul Eremit, Schwäbisch Hall, Kunsthalle Würth

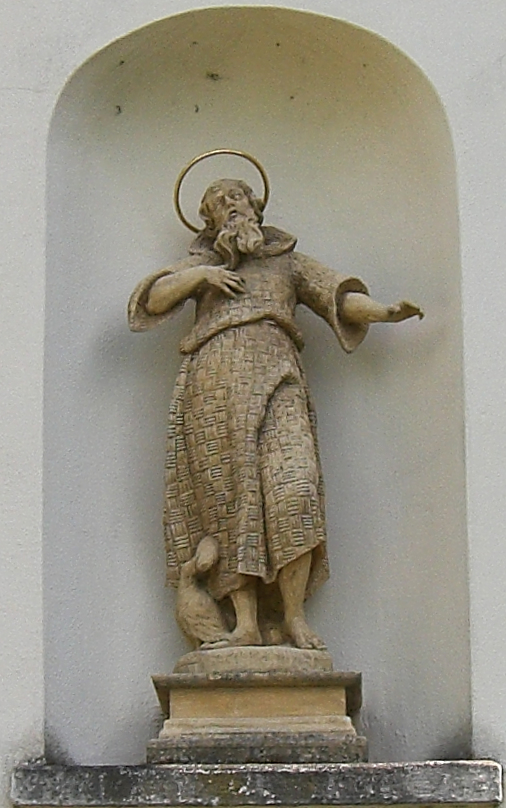
Paulus von Theben, Statue von Matthias Faller in Kirchzarten

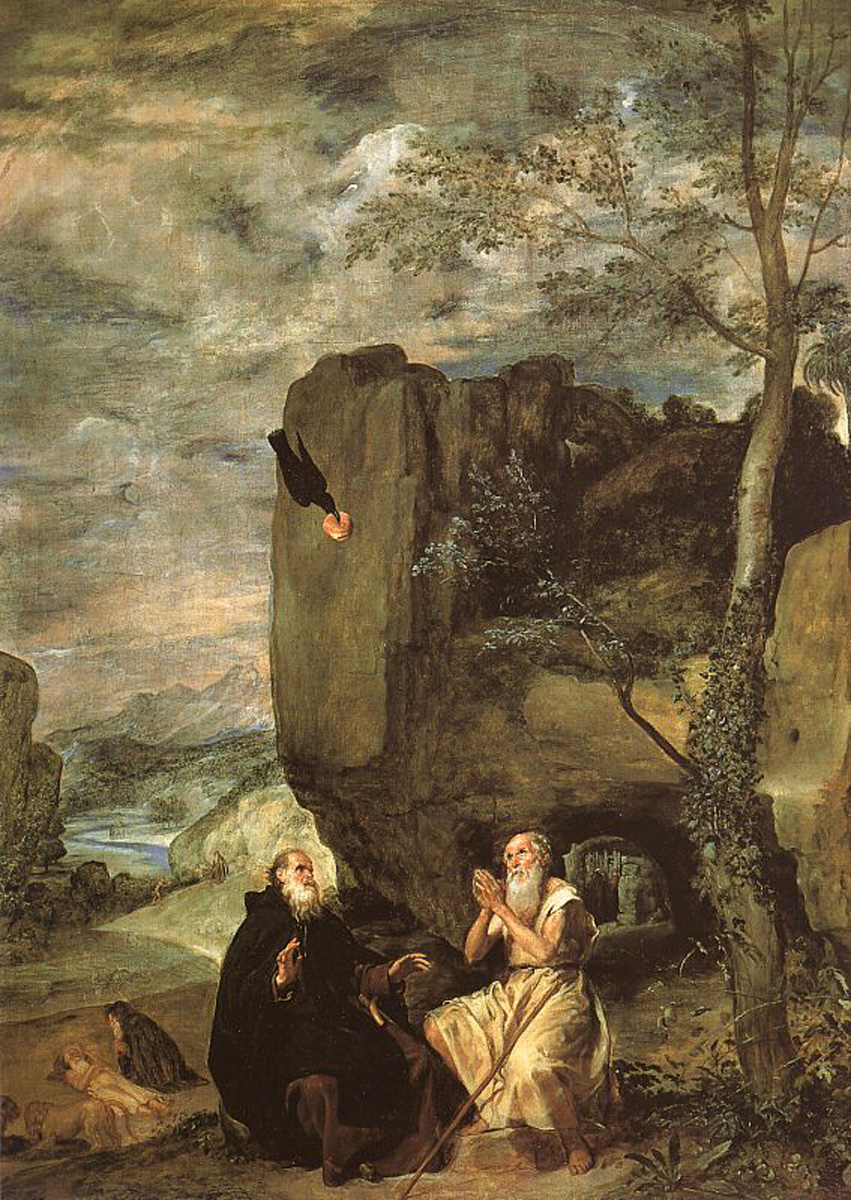
Antonius Abbas und Paulus Eremita, Diego Velazquez

Paulus von Theben (* angeblich 228; † angeblich 341) ist ein christlicher Heiliger und nach der Legende erster ägyptischer Einsiedler und Wüstenvater, daher auch Heiliger Paulus der erste Einsiedler  genannt. Sein Festtag ist der 10. (katholisch) bzw. der 15. Januar (orthodox, früher auch katholisch). Er ist Schutzheiliger der Korb- und Mattenflechter.

## Leben
Die sonst nirgends belegte Lebensgeschichte des Heiligen Paulus von Theben (koptisch Amba Bola) wird in der um 376 von Hieronymus (um 347–420) verfassten Vita Pauli primi eremitae überliefert. Demnach wurde Paulus angeblich im Jahr 228 als Sohn wohlhabender christlicher Eltern in Ägypten geboren und ging nach dem Tod der Eltern und Erbstreitigkeiten mit seinem Bruder während der Christenverfolgungen unter Decius (249/50) als erster christlicher Einsiedler und Asket (Anachoret) in die ägyptische Wüste. Dort lebte er jahrzehntelang alleine, von einer Quelle, einer Palme und einem Raben, der ihm täglich ein halbes Brot brachte, versorgt. Als er 113 Jahre alt war, wurde er kurz vor seinem Tod von dem damals 90-jährigen Antonius (Antonius der Große, 251–356) aufgesucht, dem in einer Vision die Existenz dieses benachbarten älteren Einsiedlers offenbart wurde, der ihm auf dem Weg in die Wüste vorausging. Nach einiger Zeit soll Paulus Antonius fortgeschickt haben. Er sollte den Mantel holen, den Antonius vom Bischof Athanasios (um 300–373) erhalten hatte, um den Leichnam von Paulus darin einzuhüllen. Als er wieder in der Höhle von Paulus war, soll dieser bereits verstorben gewesen sein. Nach dem Tod des Paulus habe Antonius mit Hilfe zweier Löwen ein Grab für den heiligen Paulus ausgehoben.
Die tatsächliche, geschichtliche Persönlichkeit des Paulus von Theben ist mehr als zweifelhaft. Es wird davon ausgegangen, dass Hieronymus mit seiner Geschichte eher daran gelegen war, sein literarisches Talent herauszustellen und der Vita Antonii des Athanasios  einen Gegenentwurf für die christliche Heiligenlegende zur Seite zu stellen und mit der Darstellung eines älteren Wüstenheiligen zu übertreffen.

## Wirkung
In der bildenden Kunst wird oft das Treffen der beiden Ur-Einsiedler dargestellt, z. B. auf einer Tafel des Isenheimer Altars des Matthias Grünewald in Colmar (Musée d’Unterlinden) oder auf einem Gemälde von Diego Velazquez in Madrid (Museo del Prado).
Die Attribute von Paulus sind Krücke, Palme, Rabe und zwei Löwen.
Der 1250 in Ungarn gegründete Ordo Sancti Pauli Primi Eremitae (OSPPE) wählte sich Paulus von Theben zum Patron und Vorbild.

## Gedenktag
Der katholische Gedenktag des Heiligen ist der 10. Januar, früher bzw. in der außerordentlichen Form der 15. Januar. 
Manche Anhänger der Bauernregeln glauben folgende Wetterregeln:

„Ist der Paulustag gelinde, gibt’s im Frühjahr raue Winde.
An Paulus Einsiedel Sonnenschein, bringt viel Korn und noch mehr Wein.“